# 名鉄岡崎市内線
岡崎市内線（おかざきしないせん）とは、愛知県岡崎市内の岡崎井田と岡崎駅前を結んでいた名古屋鉄道（名鉄）の路面電車。便宜的には福岡線（ふくおかせん）の岡崎駅前間 - 福岡町および挙母線（ころもせん）の大樹寺 - 岡崎井田間を含む、大樹寺 - 福岡町間を指す。

## 路線データ
路線廃止時点のもの。
- 路線距離：8.8 km
  - 挙母線：大樹寺 - 岡崎井田間 0.5 km（地方鉄道法による鉄道線）
  - 岡崎市内線：岡崎井田 - 岡崎駅前間 5.8 km（軌道法による軌道線）
  - 福岡線：岡崎駅前間 - 福岡町間 2.5 km（うち2.4 kmが地方鉄道法による鉄道線、0.1 kmが軌道法による軌道線[10]）
- 軌間：1067 mm
- 複線区間：康生町 - 岡崎駅前間（岡崎市内線）
- 電化区間：全線（直流600 V）

## 歴史
岡崎の市街地（額田郡岡崎町）と官設鉄道（のちの国鉄、現・JR東海）の岡崎駅（当時岡崎停車場、同郡岡崎村大字羽根）が離れていたのを結ぶため計画された馬車鉄道が前身である。1898年（明治31年）12月に岡崎馬車鉄道の開業式典を行い、1899年（明治32年）1月に営業運転を開始した。
当初の開業区間は、岡崎町内殿橋南詰から岡崎停車場までの2M03C（≒約3.3 km、1M（哩）≒1.609 kmで換算）。一部の文献では、開業区間を「明大寺（後の東岡崎駅前）- 岡崎停車場（後の岡崎駅前）間」としているものもあるが、その場合、殿橋南詰までの到達を「1899年（明治32年）12月」としている。1907年（明治40年）6月には、殿橋南詰対岸の殿橋北詰（距離：0哩1分2厘＝0M12C≒約0.2 km、後の岡崎殿橋）まで延長した。以後順次延伸し、1924年（大正13年）には路面電車として大樹寺 - 岡崎駅前間が全通した。
1951年（昭和26年）には岡崎駅前 - 福岡町間を延伸したが、モータリゼーションの流れに押され、1962年（昭和37年）に全線が廃止された。新設軌道であった福岡町 - 岡崎駅前間の廃線跡は名鉄バスのバス専用道路に転用されたが、これも2016年3月末に廃止された。

### 年表
- 1898年（明治31年）
  - 2月14日：岡崎馬車鉄道設立[13]。
  - 12月28日：開業式典が行われる[11][12][13][注釈 1][疑問点 – ノート]。
- 1899年（明治32年）1月1日：岡崎町内殿橋南詰[住所 1]から岡崎停車場の間で営業運転開始[2][7][15][注釈 2]（開業区間を「明大寺 - 岡崎停車場間」[8][9]、殿橋南詰までの到達を「1899年（明治32年）12月」と記載している文献も存在する[9][16]）[注釈 3][注釈 4][注釈 5][注釈 6][疑問点 – ノート]。軌間762mmの単線軌道[16]。
- この間に殿橋が改築される[9]。
- 1907年（明治40年）6月22日：殿橋南詰対岸の殿橋北詰（距離：0哩1分2厘＝0M12C≒約0.2 km、岡崎停車場までの合計距離：2哩1分5厘＝2M15C≒約3.5 km、所在地岡崎町大字康生[17][18]、現・殿橋北交差点付近、現所在地岡崎市康生通南2丁目[19][20]、後の岡崎殿橋）まで延長[5][7][15][21][注釈 7][注釈 8][注釈 9][疑問点 – ノート]。
- 1911年（明治44年）10月2日：臨時株主総会で馬車鉄道の電化・改軌および会社名を岡崎電気軌道に改めることを決議する[43][44][45]。
- 1912年
  - （明治45年）6月：電化改軌工事に伴い馬車鉄道の運行休止[44][45]。
  - （大正元年）9月1日：電化・改軌完了。殿橋 - 岡崎停車場間電車運転開始[16][45][注釈 10][注釈 11]。
- 1921年（大正10年）8月10日：軌道特許状下付（岡崎市康生町 - 同市井田町間）[48]
- 1922年（大正11年）：岡崎殿橋 - 岡崎停車場間複線化[49]。
- 1923年（大正12年）9月8日：岡崎井田 - 岡崎殿橋間開業[4][7][49][50][51]。
- 1924年（大正13年）12月27日：鉄道線（郡部線）として岡崎井田 - 大樹寺 - 門立間が開通[4][52]（後の岡崎線→挙母線。このうち市内線が乗り入れたのは大樹寺 - 岡崎井田間[38]）。
- 1927年（昭和2年）7月19日：岡崎電気軌道が三河鉄道と合併し、同社の路線となる[7][21][53]。岡崎電気軌道は同日付で解散[54][注釈 12]。
- 1934年（昭和9年）7月30日：ガソリンカー併用認可[6]。挙母駅 - 岡崎駅前間の直通運転を目的にキ10形気動車を導入[58]。
- 1941年（昭和16年）6月1日：名古屋鉄道が三河鉄道を合併[7][59]。同社の岡崎市内線となる[47]。同時期にキ10形気動車は三河線非電化区間に転属し[58]、直通ガソリンカーの運転を休止。
- 1945年（昭和20年）7月20日：岡崎空襲により車庫と殿橋貨物駅が被災。木造単車6両と散水車1両が焼失、電動貨車1両が破損[47]。
- 1951年（昭和26年）
  - 12月1日：戦時中に不要不急路線として休止になっていた旧西尾線岡崎新 - 西尾間のうち、岡崎駅前 - 福岡町間を岡崎市内線と直通運転する福岡線として復活[4][22][23]。
  - 本年中に殿橋貨物駅の貨物扱いを東岡崎駅に集約。以後、殿橋貨物駅は場所を示す名義上のみの存在となる[60]。
- 1954年（昭和29年）4月17日：岡崎殿橋 - 康生町間を複線化[61]。
- 1962年（昭和37年）
  - 6月11日：殿橋貨物駅廃止。同駅所属の戸崎側線も廃止となる[62]。
  - 6月17日：バスに転換する形で岡崎福岡線・岡崎市内線福岡町 - 岡崎駅前 - 大樹寺間廃止[4][22][24]。岡崎駅前 - 福岡町間の用地はレール撤去後、バス専用道路となる。
- 2016年（平成28年）3月31日：都市基盤整備事業のため、そのバス専用道路が廃止となる[25]。

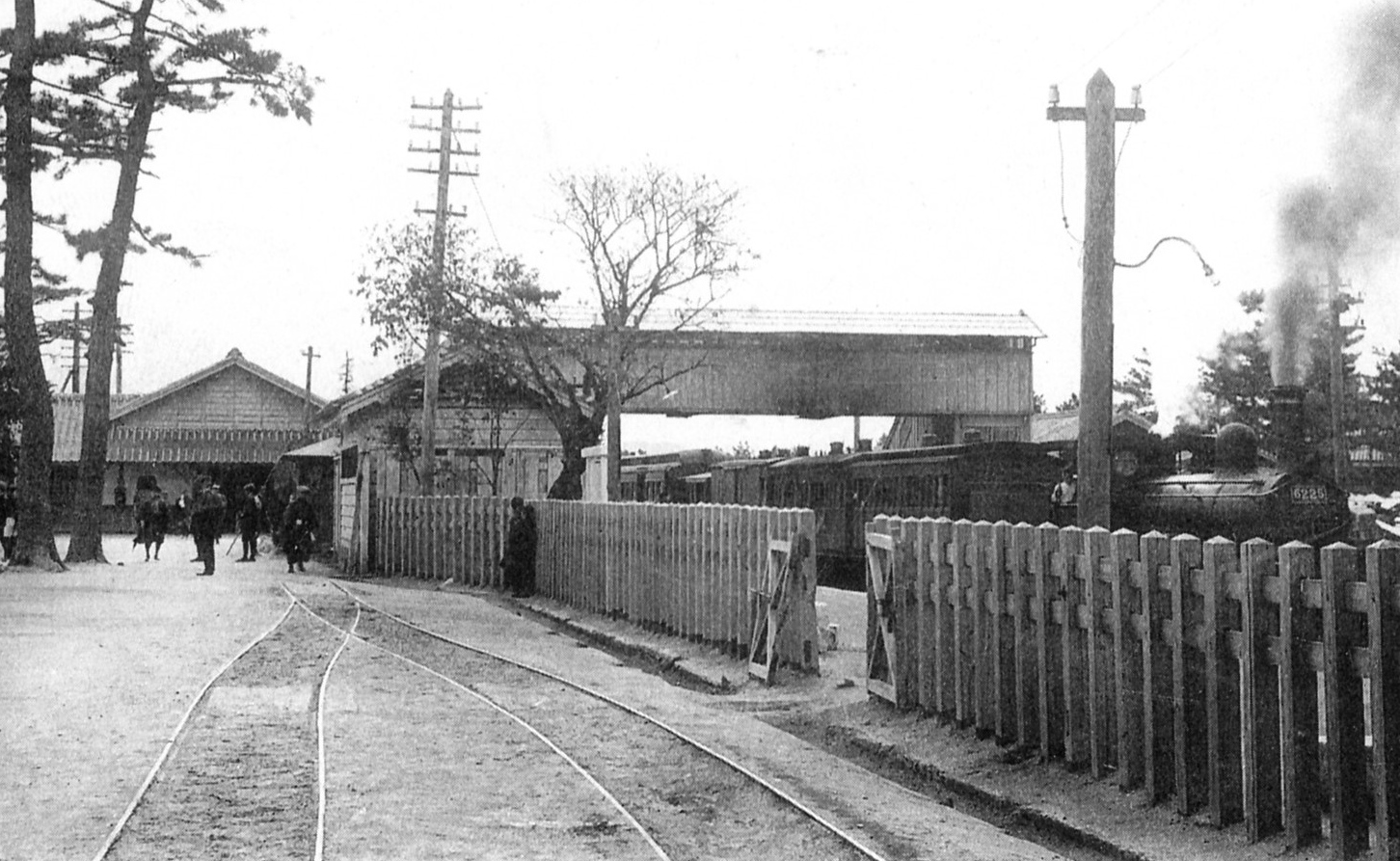
馬車鉄道時代の岡崎駅前
運転最終日のモ50形62号
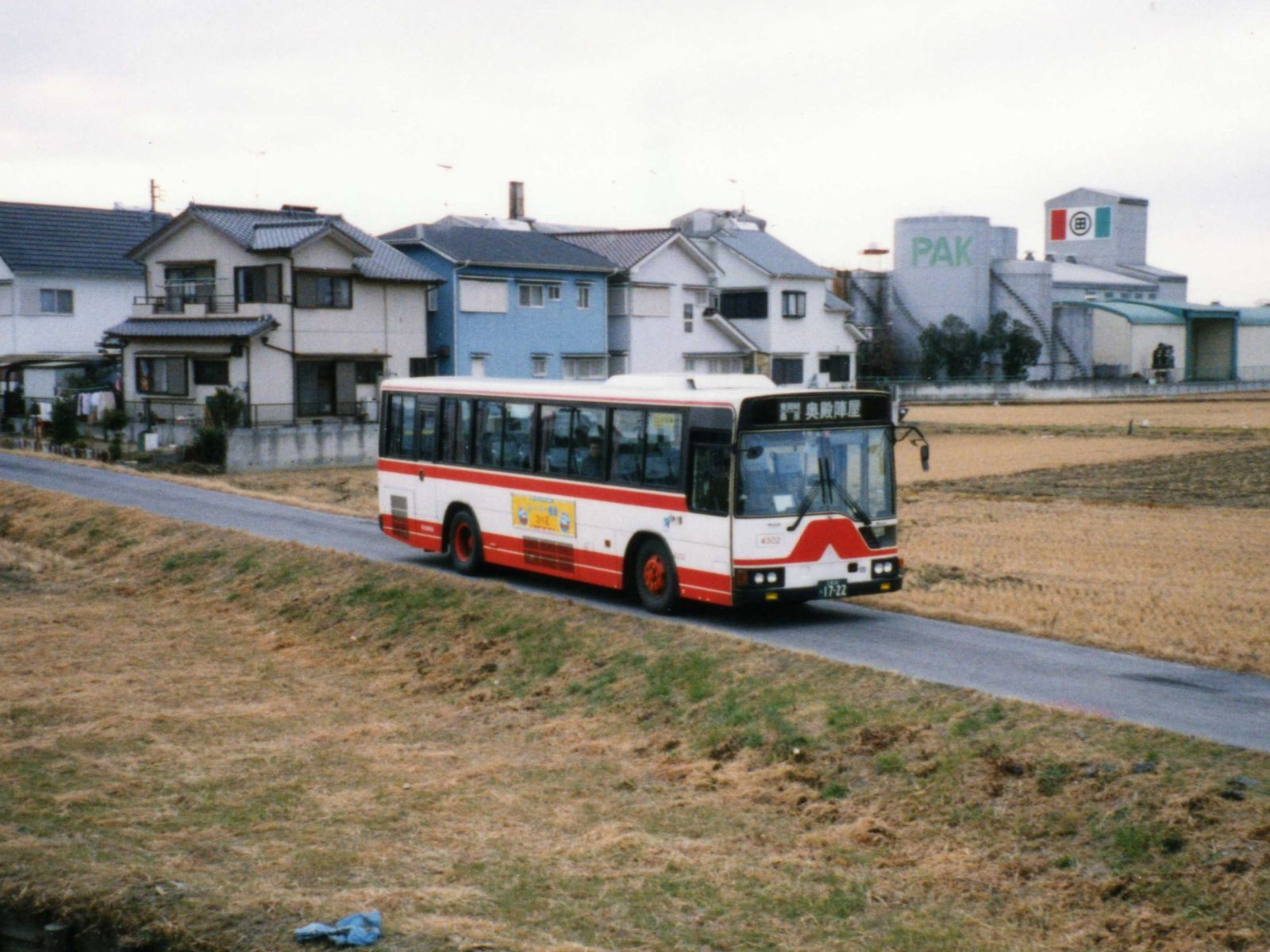
岡崎駅前 - 福岡町間のバス専用道路を走る名鉄バス
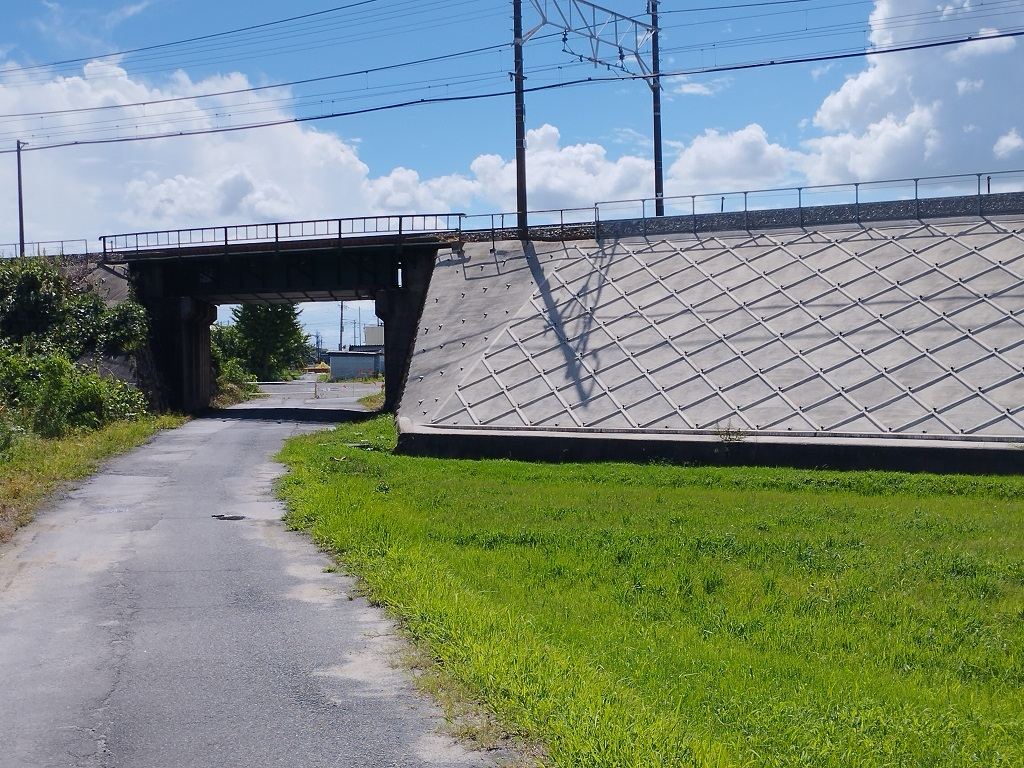
国鉄（現：JR東海）との交差地点（東若松-西若松間）

## 車両
出典：藤井建『名鉄岡崎市内線―岡崎市電ものがたり』、清水武、田中義人『名古屋鉄道車両史 上巻』。清水武、田中義人、澤内一晃『名古屋鉄道の貨物輸送』。
太字は廃線時に在籍した車両（貨車を除く。20両）。
岡崎電気軌道時代に入線
- 木造単車
  - 1号→モ45形（47）：1912年-1960年
  - 2・3号→モ50形（59・60）：1912年-1962年
  - 4号：1912年-1922年
  - 5・6号：1914年-1922年
  - 7号→モ50形（61）：1919年-1960年
  - 8号→モ50形（62）：1919年-1962年
  - 9号→モ50形（63）：1922年-1962年
  - 10号→モ45形（48）：1922年-1960年
  - 11号→モ45形（49）：1924年-1960年
  - 12号→モ50形（64）：1924年-1962年
- 100形（101・102）→モ530形（531・532）：1923年-1962年
- 200形
  - 201：1924年-1938年
  - 202：1924年-1941年
- 散水車（1）→ミ1形（4）：1922年-1947年
- 貨車
  - ワブ1→ワブ41→ワフ45形：1922年-1962年
  - フト1→ト71→トフ60形：1922年-1962年

三河鉄道時代に入線
- キ10形（11-13）：1934年-1941年
- デワ1形（1・2）→デワ10形（11・12）：1928年-1962年

名古屋鉄道時代に入線
- モ90形（90-94）：1945年-1954年
- モ40形（40-43）：1954年-1960年
- モ50形（58）：1954年-1962年
- モ50形（56・57）：1957年-1962年
- モ20形（23）：1960年-1962年
- モ50形（50-54・65・66）：1957年-1962年

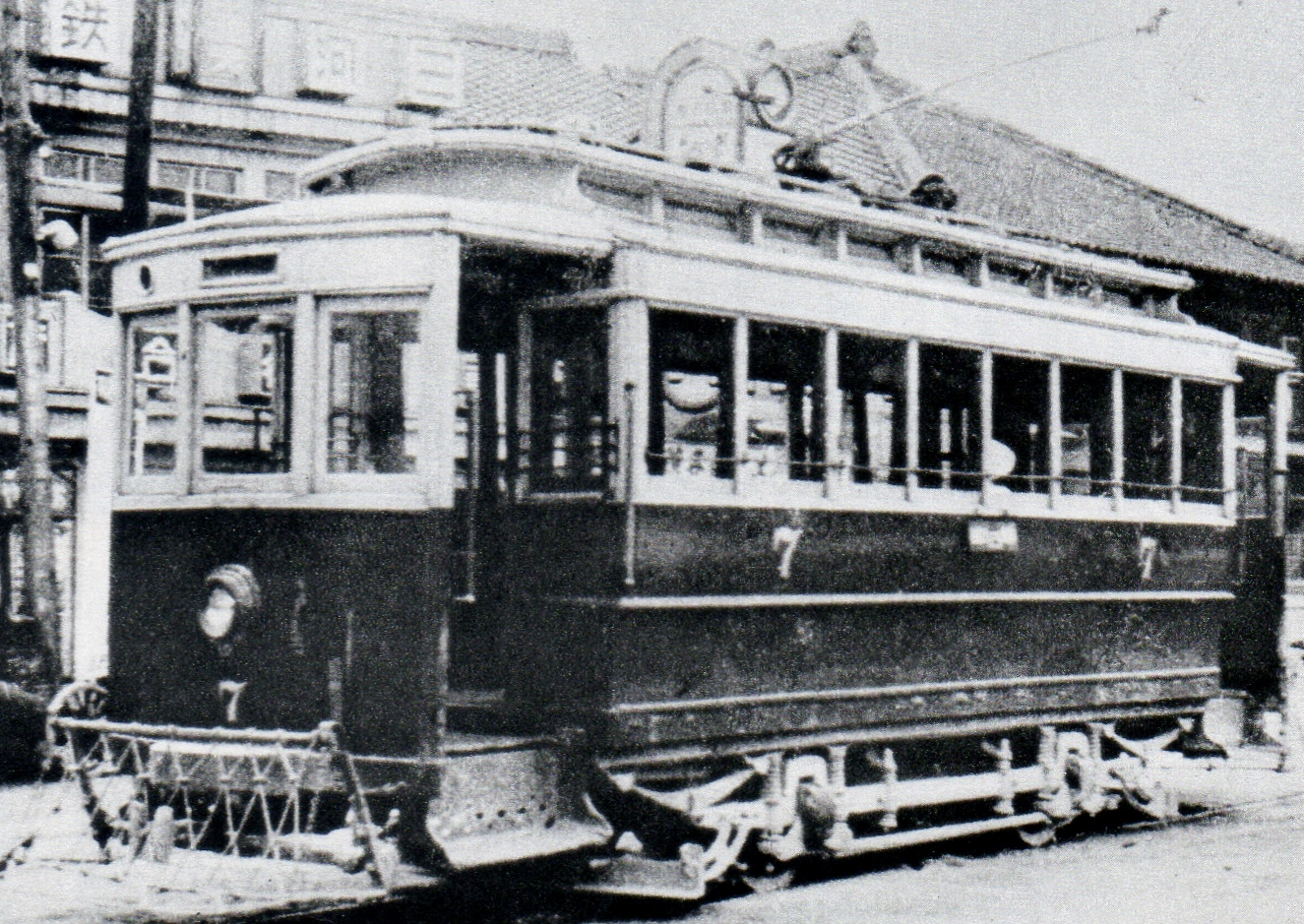
初期型木造単車（7号） 戦後は1号のみが原形を保ちモ45形47となる
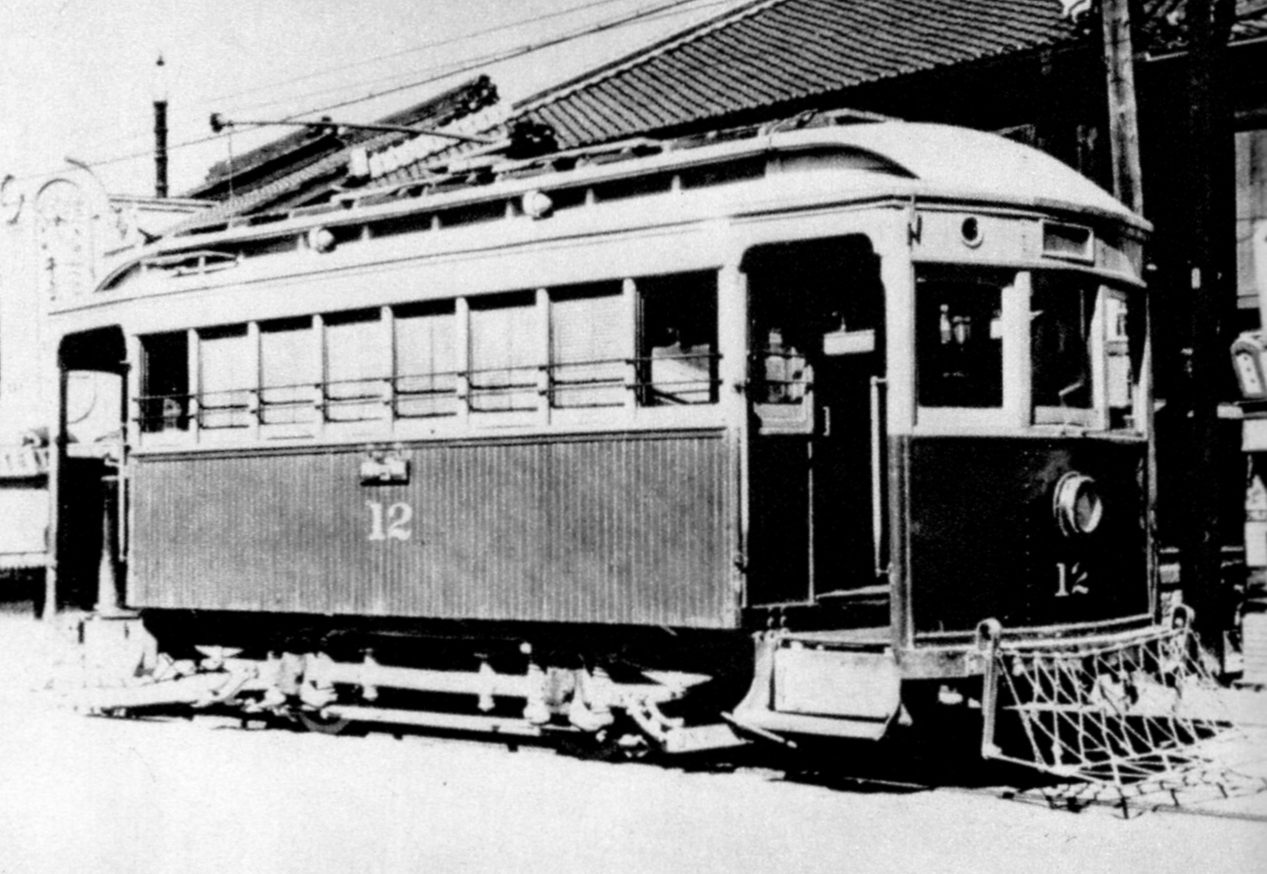
後期型木造単車（12号） 戦後は10号・11号が原形を保ちモ45形48・49となる
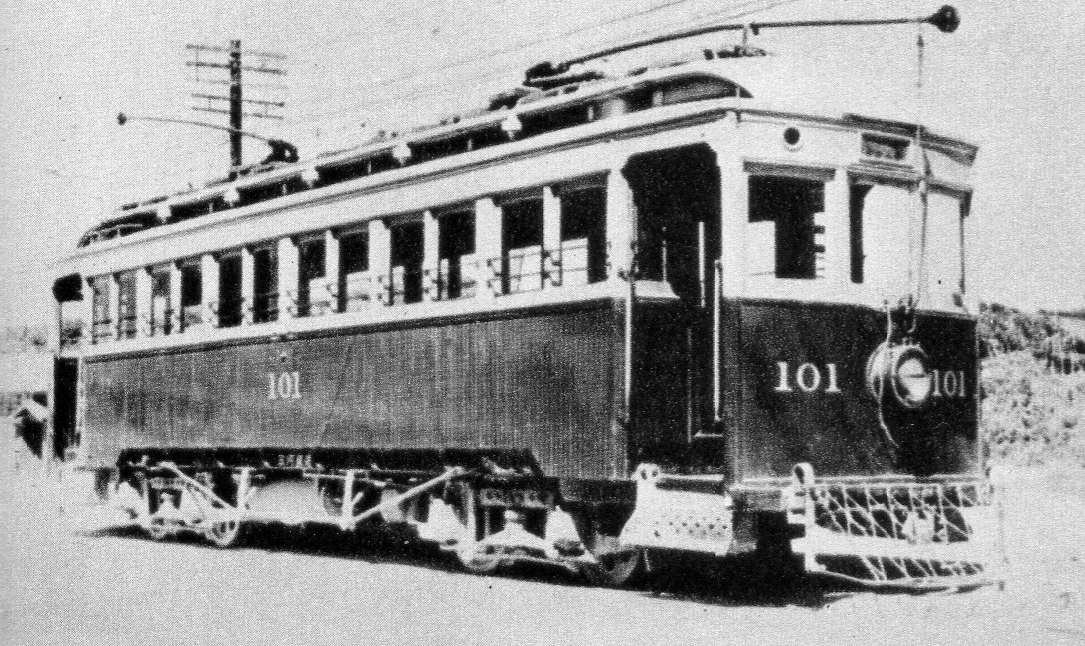
100形木造ボギー車 （後のモ530形）
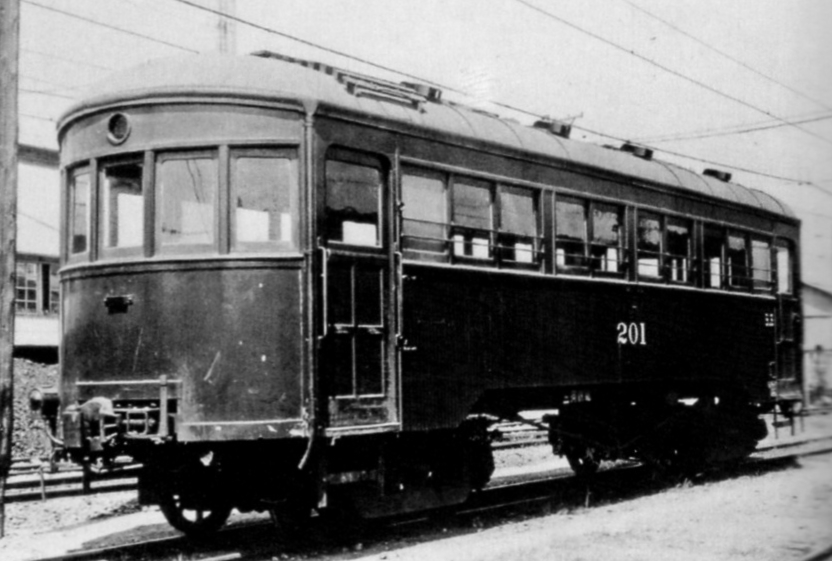
200形木造ボギー車
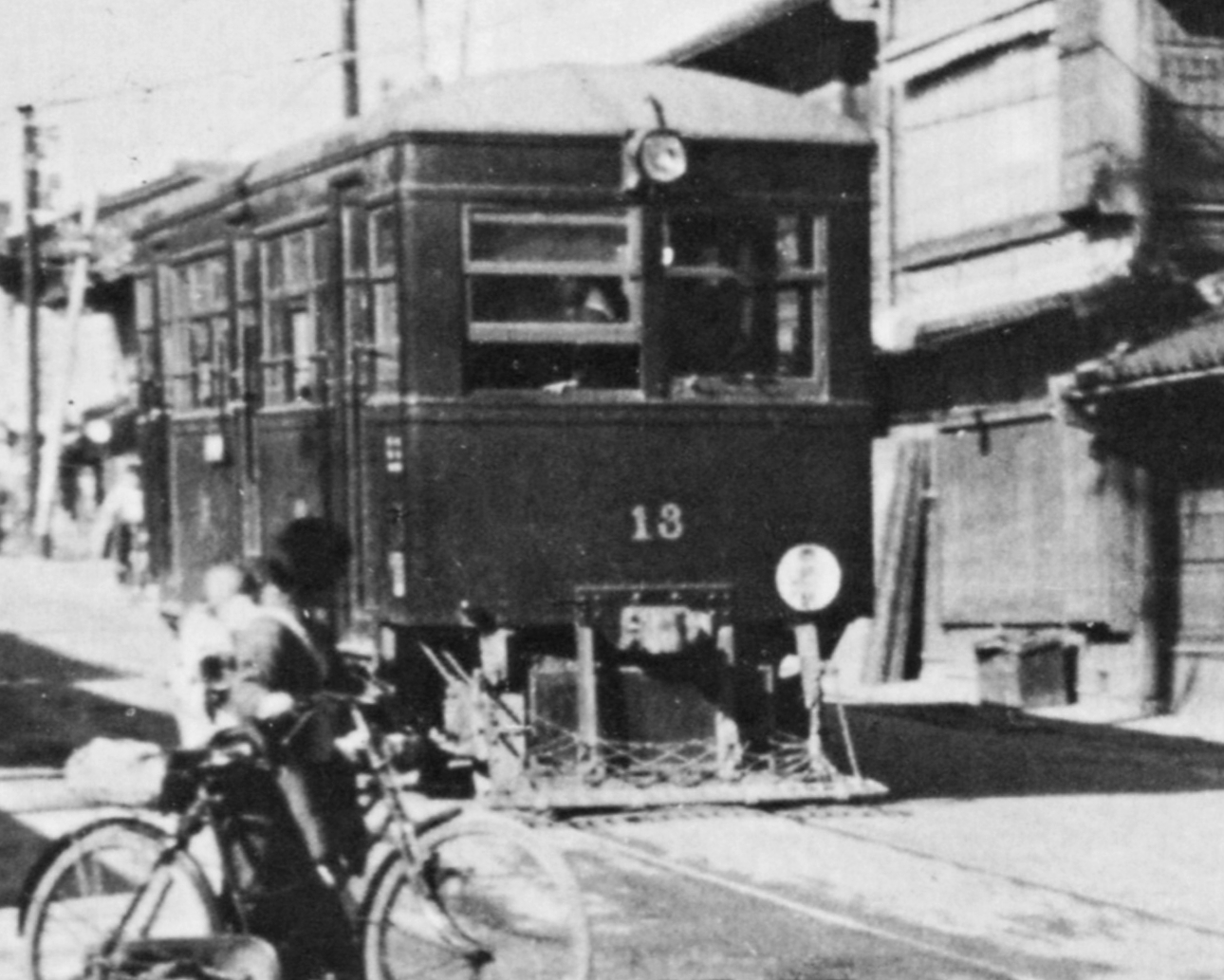
キ10形気動車
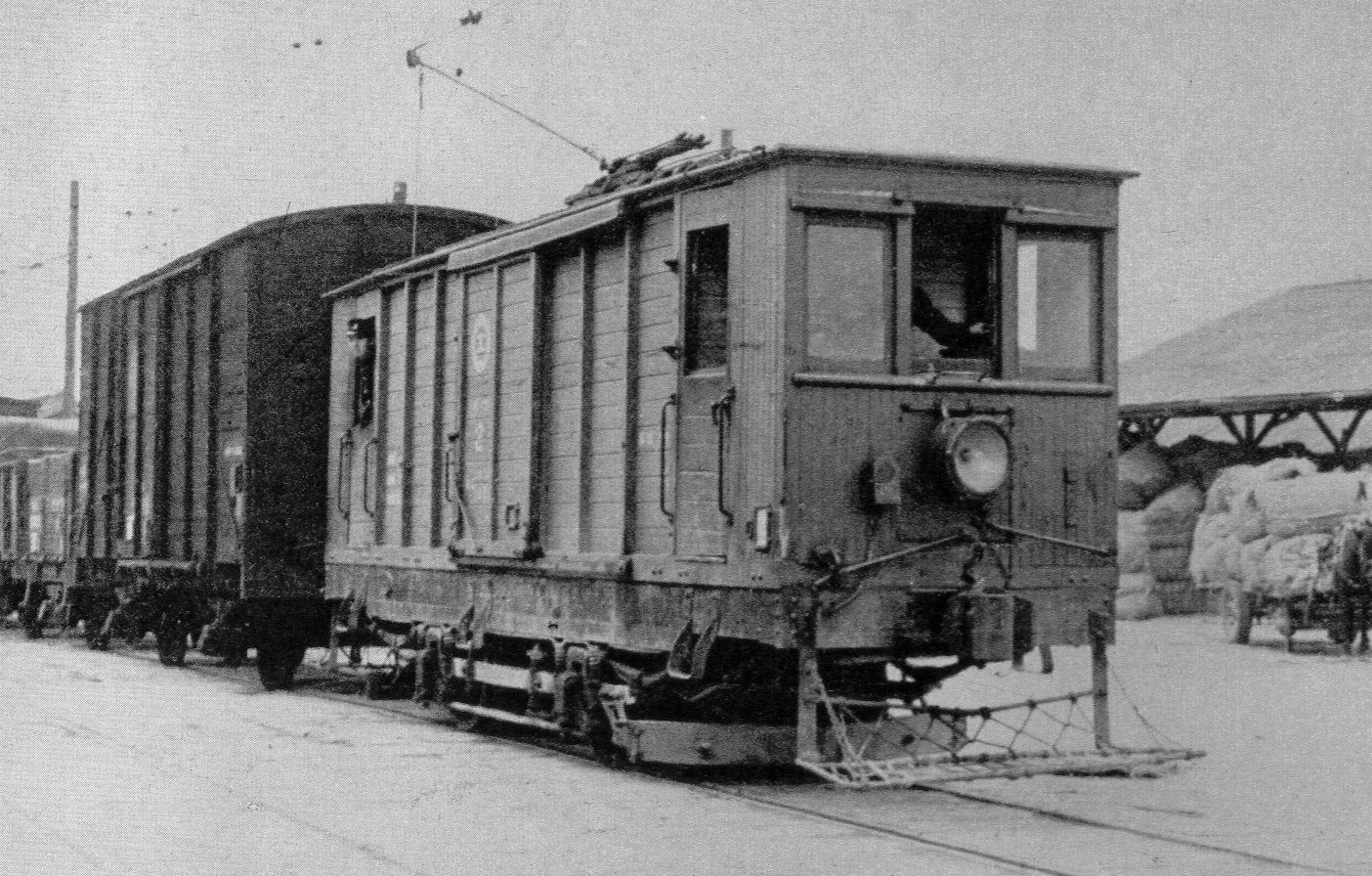
デワ1形電動貨車 （後のデワ10形）
モ90形木造単車
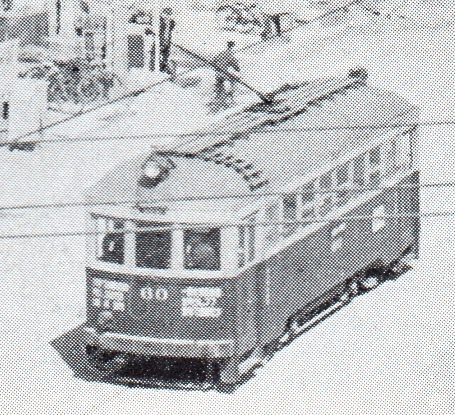
モ50形木造単車 （戦災復旧車）

## 駅・電停一覧
- 廃止時点（『日本鉄道旅行地図帳 全駅・全線・全廃線 7号 東海』p.44に基づく）
- 全駅・電停とも愛知県岡崎市に所在。
- 挙母線と福岡線は鉄道。岡崎市内線は軌道。

凡例
線路 … ||：複線区間 ｜：単線区間 ◇：単線区間の交換可能駅 ∧：これより上は単線 ∨：これより下は単線
| 路線名     | 停留場名       | 駅間キロ | 営業 キロ | 営業 キロ | 接続路線                           | 線路 |
| 路線名     | 停留場名       | 駅間キロ | 路線毎    | 総延長    | 接続路線                           | 線路 |
| ---------- | -------------- | -------- | --------- | --------- | ---------------------------------- | ---- |
| 挙母線     | 大樹寺駅       | -        | 0.0       | 0.0       | 名古屋鉄道：挙母線                 | ｜   |
| 挙母線     | 岡崎井田駅     | 0.5      | 0.5       | 0.5       |                                    | ◇    |
| 岡崎市内線 | 岡崎井田駅     | 0.5      | 0.0       | 0.5       |                                    | ◇    |
| 岡崎市内線 | 伊賀町電停     | 0.6      | 0.6       | 1.1       |                                    | ｜   |
| 岡崎市内線 | 八幡社電停     | 0.3      | 0.9       | 1.4       |                                    | ◇    |
| 岡崎市内線 | 神明社電停     | 0.3      | 1.2       | 1.7       |                                    | ｜   |
| 岡崎市内線 | 能見町電停     | 0.3      | 1.5       | 2.0       |                                    | ◇    |
| 岡崎市内線 | 本町電停       | 0.3      | 1.8       | 2.3       |                                    | ｜   |
| 岡崎市内線 | 康生町電停     | 0.3      | 2.1       | 2.6       |                                    | ∧    |
| 岡崎市内線 | 岡崎殿橋電停   | 0.3      | 2.4       | 2.9       |                                    | \|\| |
| 岡崎市内線 | 東岡崎駅前電停 | 0.4      | 2.8       | 3.3       | 名古屋鉄道：名古屋本線（東岡崎駅） | \|\| |
| 岡崎市内線 | 大学下電停     | 0.4      | 3.2       | 3.7       |                                    | \|\| |
| 岡崎市内線 | 芦池橋電停     | 0.3      | 3.5       | 4.0       |                                    | \|\| |
| 岡崎市内線 | 車庫前電停     | 0.6      | 4.1       | 4.6       |                                    | \|\| |
| 岡崎市内線 | 戸崎町電停     | 0.5      | 4.6       | 5.1       |                                    | \|\| |
| 岡崎市内線 | 戸崎口電停     | 0.3      | 4.9       | 5.4       |                                    | \|\| |
| 岡崎市内線 | 北羽根電停     | 0.6      | 5.5       | 6.0       |                                    | \|\| |
| 岡崎市内線 | 岡崎駅前電停   | 0.3      | 5.8       | 6.3       | 日本国有鉄道：東海道本線（岡崎駅） | ∨    |
| 福岡線     | 岡崎駅前電停   | 0.3      | 0.0       | 6.3       | 日本国有鉄道：東海道本線（岡崎駅） | ∨    |
| 福岡線     | （鉄軌分界点） | 0.6      | 0.1       | 6.4       |                                    | ｜   |
| 福岡線     | 柱町駅         | 0.6      | 0.6       | 6.9       |                                    | ｜   |
| 福岡線     | 東若松駅       | 0.4      | 1.0       | 7.3       |                                    | ｜   |
| 福岡線     | 西若松駅       | 0.6      | 1.6       | 7.9       |                                    | ｜   |
| 福岡線     | 福岡町駅       | 0.9      | 2.5       | 8.8       |                                    | ｜   |

## 接続路線
- 大樹寺駅：名鉄挙母線
- 東岡崎駅前電停：名鉄名古屋本線（東岡崎駅）
- 岡崎駅前電停：国鉄東海道本線（岡崎駅） - 戦前は西尾鉄道西尾線も接続。

## かつて岡崎市内線が敷設されていた道路

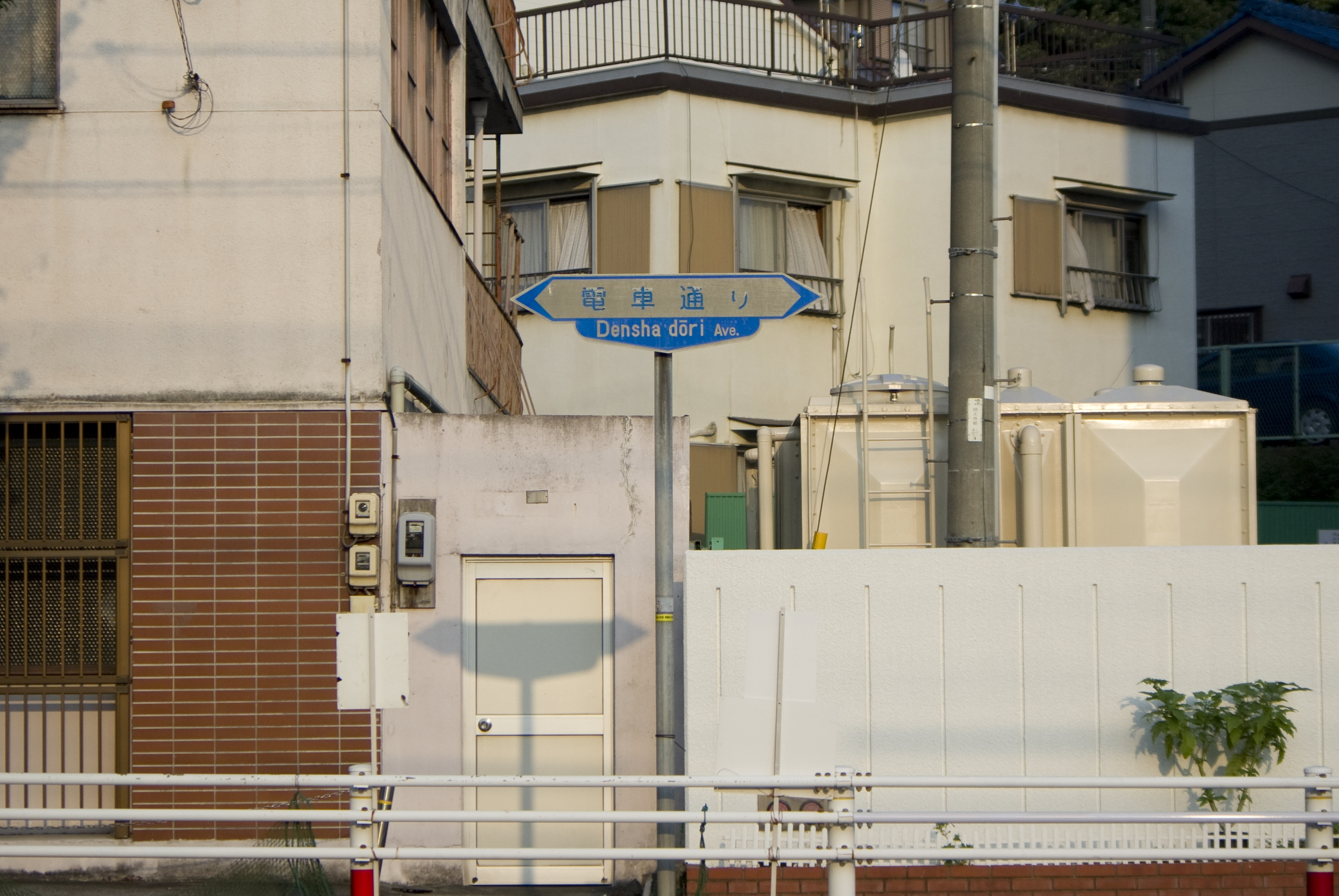
岡崎市内線が走っていた道路には電車通りという愛称がある

- 愛知県道39号岡崎足助線（一部） : 「井田」交差点北方 - 「康生通南」交差点
- 愛知県道483号岡崎幸田線（一部） : 「康生通南」交差点 - 「羽根」交差点
- 愛知県道478号岡崎停車場線（全線） : 「羽根」交差点 - 岡崎駅前

### 住所
1. 1 2  岡崎町明大寺下郷中、現・殿橋南詰交差点付近、岡崎市明大寺町下郷中[14]
2. ↑  岡崎町大字康生[17][18]、現・殿橋北交差点付近、岡崎市康生通南2丁目[19][20]
3. ↑  現・岡崎市康生通南[19][20]